# 弁天歴史公園
弁天歴史公園（べんてんれきしこうえん）は、北海道石狩市弁天町にある公園。
石狩市市制施行メモリアル事業の一環として、旧石狩医院の跡地0.6ヘクタールを利用する形で1998年（平成10年）に着工し、2000年（平成12年）9月に開園した。
公園の南面には、長さ800メートルの弁天歴史通りが延びており、石狩弁天社、西国三十三箇所霊場、いしかり砂丘の風資料館、曹源寺、法性寺、石狩温泉番屋の湯などが建ち並ぶ。

## 施設等
運上屋棟
公園管理棟。
かつてこの地にあった石狩場所元小屋をイメージしており、旧下ヨイチ運上家を参考に建てられた。
楽山居（らくざんきょ）
旧石狩医院の離れであった和室。
先人たちの碑
石狩300年の歴史と、先人たちを顕彰したレリーフ。
海浜植物の丘
海辺へと続く丘。
井上伝蔵などの句碑が置かれている。

## ギャラリー

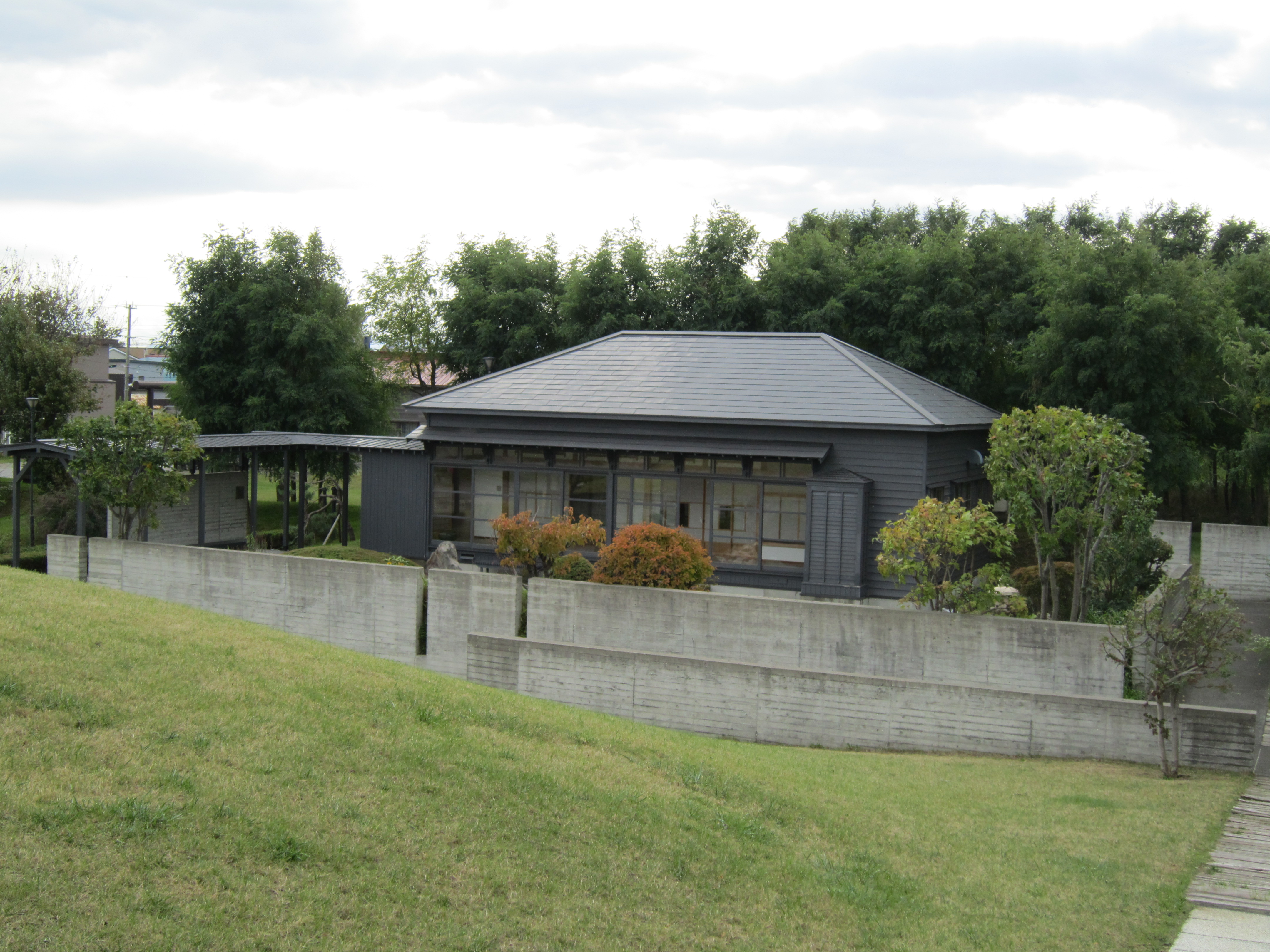
楽山居
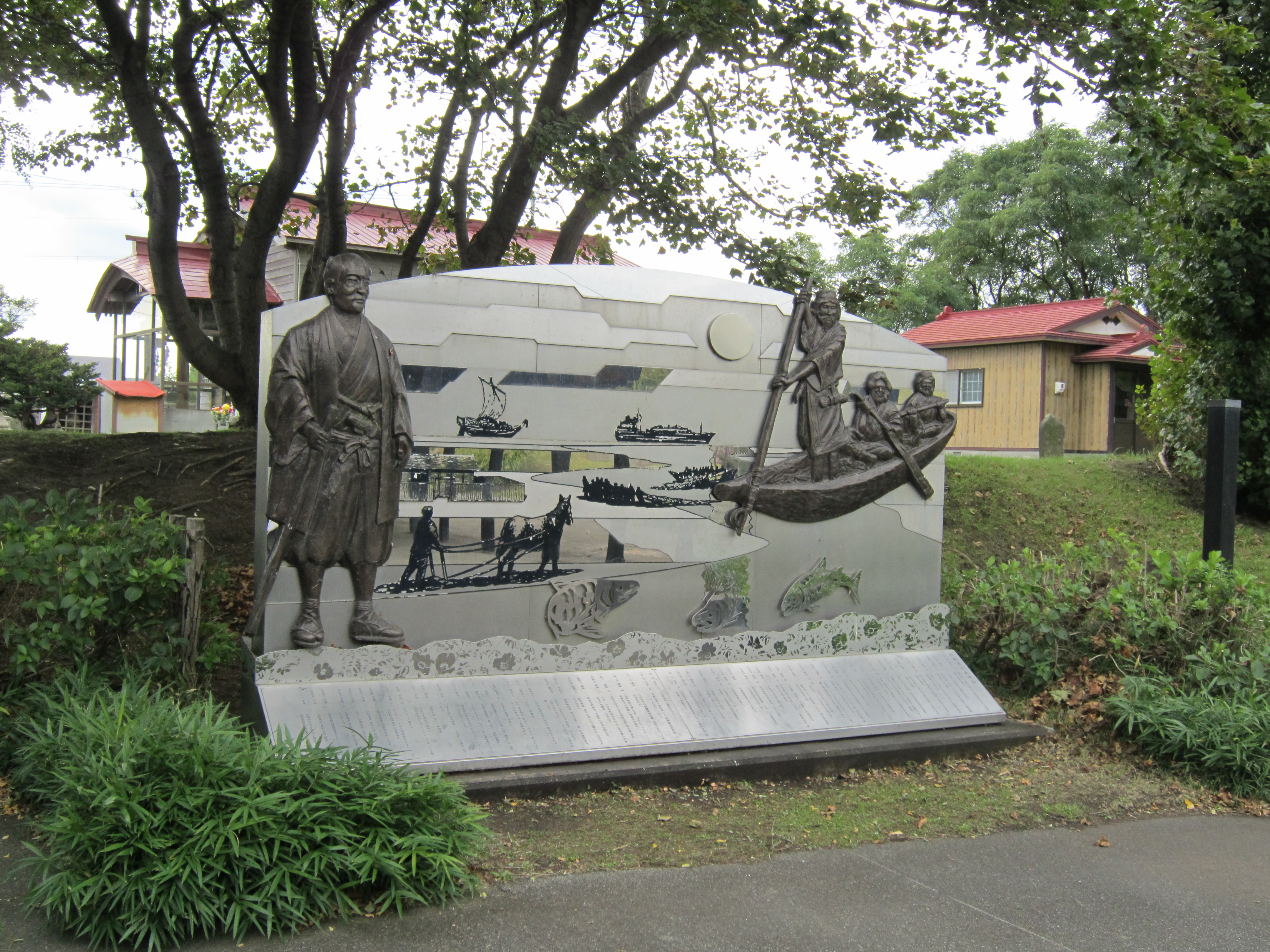
先人たちの碑
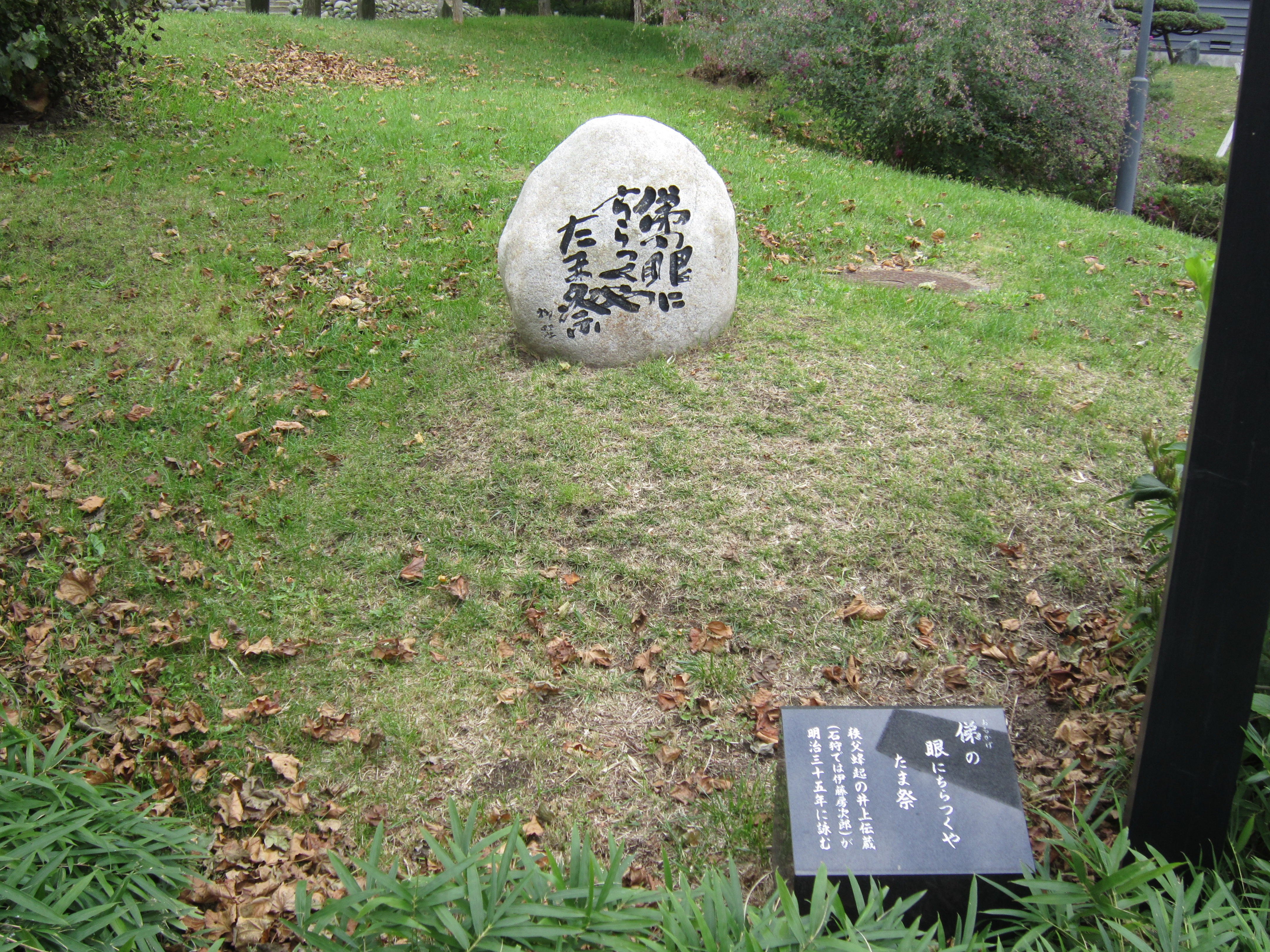
井上伝蔵句碑